# Mansour Al-Thagafi
Mansour Al-Thagafi (14 de janeiro de 1979) é um futebolista profissional saudita, defensor, milita atualmente no Al-Ahli.